# Endorphin
Endorphin – prawdziwe imię to Eric Chapus. Urodzony we Francji australijski wykonawca muzyki elektronicznej z miasta Kuranda, niedaleko Cairns w Australii. Jego talent został wychwycony i wypromowany przez australijską młodzieżową stację radiową Triple J.

## Albumy
- 1998 Embrace
- 1999 Skin
- 2002 AM:PM
- 2003 Seduction
- 2004 Shake It...
- 2007 Soon After Silence

## Single
- 2001 Afterwords (CD, Single)